# Eero Berg
Eero Berg (Finlandia, 17 de febrero de 1898-14 de julio de 1969) fue un atleta finlandés, especialista en la prueba de 10 000 m en la que llegó a ser medallista de bronce olímpico en 1924.

## Carrera deportiva
En los JJ. OO. de París 1924 ganó la medalla de bronce en los 10 000 metros, con un tiempo de 31:43.0 segundos, llegando a meta tras su compatriota Ville Ritola (oro con 30:23.2 s que fue récord del mundo) y el sueco Edvin Wide (plata con 30:55.2 segundos).